# Manipura
Manipura – według tradycji hinduskiej oraz m.in. niektórych nurtów New Age, ćakra wewnętrznej siły i osobowości. Manipura miała być umiejscowiona w splocie słonecznym, dlatego czasem bywa nazywana ćakrą splotu słonecznego.

## Według C.G. Junga
Ćakra manipura to ośrodek żywiołu ognia i wschodu (objawienia się) Słońca, które jednostka powinna utożsamić. Równocześnie wszystkie emocje i namiętności eksplodują. Manifestują na zewnątrz ich płomienie, na światło dzienne wychodzą skrywane wady i tłumione emocje. Zachodzi proces, który psychologia analityczna nazywa konfrontacją z cieniem (z archetypem cienia). Gdy miotany humorami człowiek zaczyna zatrzymywać się i poprzez procesy myślowe docieka swoich motywów, wynikiem jest kres jedynowładztwa człowieczego „ja”. Ego po raz pierwszy poznaje autonomiczny, autentyczny, niezależny od niego czynnik psychiczny współistniejący w psychice – przyczynę pustoszących i upiornych emocji. Wtedy może osiągnąć kolejną wyższą ćakrę.